# LJ Volley 2014-2015
Questa voce raccoglie le informazioni riguardanti la LJ Volley nelle competizioni ufficiali della stagione 2014-2015.

## Stagione

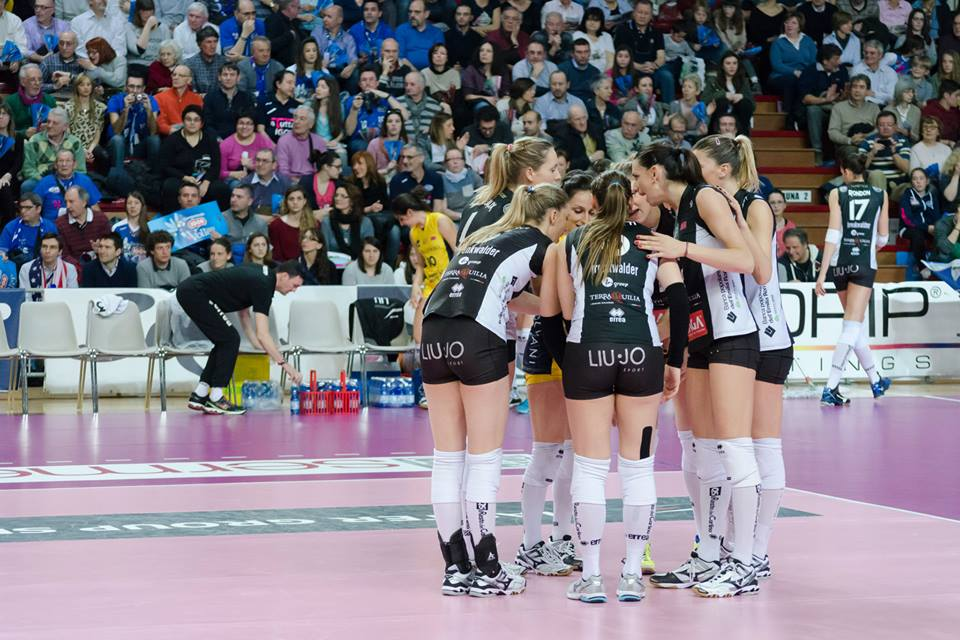
La squadra nel pre-partita

La stagione 2014-15 è per la LJ Volley, sponsorizzata dalla Liu Jo, la seconda consecutiva in Serie A1; cambia l'allenatore, la scelta cade su Alessandro Beltrami, mentre la rosa rimane sostanzialmente invariata rispetto all'annata precedente, con le uniche cessioni di Danijela Anđelić, Paola Cardullo, Paola Paggi, Elena Perinelli, in prestito, Vittoria Prandi e Hristina Ruseva e gli acquisti di Chiara Arcangeli, Raphaela Folie, Olivera Kostić, Matea Ikić, Elisa Muri e Francesca Ferretti, quest'ultima arrivata a stagione in corso; tra le conferme: Francesca Piccinini, Giulia Rondon, Hélène Rousseaux, Laura Heyrman, Samanta Fabris e Lucia Crisanti.
Il campionato inizia con la vittoria per 3-0 sul Forlì, a cui segue la prima sconfitta contro il Promoball Volleyball Flero: la squadra modenese inanella sei successi consecutive prima di un nuovo stop contro l'Imoco Volley; il girone di andata si conclude con una vittorie e una sconfitta che la portano al secondo posto in classifica, utile per qualificarsi alla Coppa Italia. Nelle prime sei giornate del girone di ritorno la LJ Volley conquista cinque successi ed una sola gara persa, al tie-break, contro la Pallavolo Scandicci, mentre nelle ultime cinque giornate di regular season viene sconfitta quattro volte: è l'ultima partita persa contro il Volleyball Casalmaggiore a negare il secondo posto in classifica per il terzo, a favore proprio delle lombarde. Nei play-off scudetto, nei quarti di finale, la sfida è contro l'Imoco Volley: le emiliane dopo aver vinto gara 1, perdono sia gara 2 sia gara 3, entrambe al quinto set, venendo eliminate dalla corsa al titolo di campioni d'Italia.
Il secondo posto al termine della regular season di Serie A1 consente alla LJ Volley di partecipare alla Coppa Italia: nei quarti di finale affronta il River Volley, squadra che vince la gara di andata per 3-1, ma perde sia quella di ritorno con lo stesso punteggio sia il conseguente Golden set. Superata in semifinale per 3-1 la Futura Volley Busto Arsizio, la LJ Volley disputa la prima finale della sua storia, persa poi per 3-1, contro l'AGIL Volley.

## Organigramma societario
Area direttiva
- Presidente: Vannis Marchi
- Vicepresidente: Marco Marchi
- Segreteria generale: Stefania Borri
- Amministratore delegato: Marco Guarnili

Area organizzativa
- Team manager: Otello Pedini
- General manager: Carmelo Borruto
- Direttore sportivo: Carmelo Borruto

Area tecnica
- Allenatore: Alessandro Beltrami
- Allenatore in seconda: Enrico Barbolini, Cristiano Camardese
- Scout man: Massimo Civillini (dal 17 febbraio 2015)
- Direttore sportivo settore giovanile: Giancarlo Quartieri

Area comunicazione
- Ufficio stampa: Andrea Lolli
- Responsabile comunicazione: Simona Piccinini
- Fotografo: Salvatore Marrone

Area marketing
- Ufficio marketing: Simona Piccinini, Angela Verrascina
- Logistica: Salvatore Marrone

Area sanitaria
- Medico: Gustavo Savino
- Preparatore atletico: Alessandro Guazzaloca
- Fisioterapista: Paolo Zucchi

## Rosa
| N° | Nome                | Ruolo | Data di nascita   | Nazionalità sportiva |
| -- | ------------------- | ----- | ----------------- | -------------------- |
| 1  | Hélène Rousseaux    | S     | 25 settembre 1991 | Belgio               |
| 4  | Olivera Kostić      | S/O   | 9 dicembre 1991   | Serbia               |
| 5  | Laura Heyrman       | C     | 17 maggio 1993    | Belgio               |
| 6  | Francesca Ferretti  | P     | 19 febbraio 1984  | Italia               |
| 7  | Raphaela Folie      | C     | 7 marzo 1991      | Italia               |
| 9  | Chiara Arcangeli    | L     | 14 febbraio 1983  | Italia               |
| 10 | Emilia Petrachi     | L     | 12 febbraio 1996  | Italia               |
| 11 | Elisa Muri          | P     | 10 giugno 1984    | Italia               |
| 12 | Francesca Piccinini | S     | 10 gennaio 1979   | Italia               |
| 13 | Samanta Fabris      | S/O   | 8 febbraio 1992   | Croazia              |
| 14 | Lucia Crisanti      | C     | 16 marzo 1986     | Italia               |
| 15 | Ilaria Maruotti     | S     | 22 febbraio 1994  | Italia               |
| 17 | Giulia Rondon       | P     | 16 ottobre 1987   | Italia               |
| 18 | Matea Ikić          | S     | 25 maggio 1989    | Croazia              |

## Mercato
| Acquisti | Acquisti           | Acquisti            | Acquisti   |
| R.       | Nome               | da                  | Modalità   |
| -------- | ------------------ | ------------------- | ---------- |
| L        | Chiara Arcangeli   | RC Cannes           | definitivo |
| P        | Francesca Ferretti | Rabitə Baku         | definitivo |
| C        | Raphaela Folie     | Bergamo             | definitivo |
| S        | Matea Ikić         | Ornavasso           | definitivo |
| S/O      | Olivera Kostić     | Robur Tiboni Urbino | definitivo |
| P        | Elisa Muri         | Potsdam             | definitivo |

| Cessioni | Cessioni         | Cessioni        | Cessioni   |
| R.       | Nome             | a               | Modalità   |
| -------- | ---------------- | --------------- | ---------- |
| S/O      | Danijela Anđelić | ?               | definitivo |
| L        | Paola Cardullo   | Forlì           | definitivo |
| C        | Paola Paggi      | Bergamo         | definitivo |
| S/O      | Elena Perinelli  | Savino Del Bene | prestito   |
| S        | Vittoria Prandi  | Pavia           | definitivo |
| C        | Hristina Ruseva  | Nilüfer         | definitivo |

## Risultati

### Serie A1

#### Girone di andata
| 1ª giornata - 2 novembre 2014 PalaPanini, Modena             | LJ                  | 3 - 0 | Forlì           | 25-19, 25-19, 25-16               |
| 2ª giornata - 9 novembre 2014 PalaGeorge, Montichiari        | Flero               | 3 - 0 | LJ              | 25-20, 25-23, 25-23               |
| 3ª giornata - 16 novembre 2014 PalaPanini, Modena            | LJ                  | 3 - 1 | Savino Del Bene | 20-25, 25-15, 25-18, 25-22        |
| 4ª giornata - 19 novembre 2014 PalaPanini, Modena            | LJ                  | 3 - 1 | River           | 25-14, 23-25, 25-19, 25-17        |
| 5ª giornata - 23 novembre 2014 Nelson Mandela Forum, Firenze | San Casciano        | 0 - 3 | LJ              | 21-25, 21-25, 17-25               |
| 6ª giornata - 29 novembre 2014 PalaMondolce, Urbino          | Robur Tiboni Urbino | 0 - 3 | LJ              | 22-25, 20-25, 20-25               |
| 7ª giornata - 3 dicembre 2014 PalaPanini, Modena             | LJ                  | 3 - 0 | Bergamo         | 25-18, 29-27, 25-16               |
| 8ª giornata - 7 dicembre 2014 PalaPanini, Modena             | LJ                  | 3 - 1 | AGIL            | 25-23, 25-20, 16-25, 25-20        |
| 9ª giornata - 14 dicembre 2014 PalaVerde, Villorba           | Imoco               | 3 - 2 | LJ              | 27-25, 22-25, 25-18, 27-29, 15-11 |
| 10ª giornata - 21 dicembre 2014 PalaPanini, Modena           | LJ                  | 3 - 0 | Busto Arsizio   | 25-22, 25-15, 25-18               |
| 11ª giornata - 26 dicembre 2014 PalaFarina, Viadana          | Casalmaggiore       | 3 - 1 | LJ              | 20-25, 25-21, 25-22, 25-22        |

#### Girone di ritorno
| 12ª giornata - 4 gennaio 2015 PalaRomiti, Forlì                  | Forlì           | 0 - 3 | LJ                  | 0-25, 0-25, 0-25                  |
| 13ª giornata - 11 gennaio 2015 PalaPanini, Modena                | LJ              | 3 - 2 | Flero               | 25-14, 25-23, 26-28, 24-26, 18-16 |
| 14ª giornata - 17 gennaio 2015 Palazzetto dello Sport, Scandicci | Savino Del Bene | 3 - 2 | LJ                  | 22-25, 20-25, 25-23, 27-25, 15-11 |
| 15ª giornata - 25 gennaio 2015 PalaBanca, Piacenza               | River           | 0 - 3 | LJ                  | 23-25, 18-25, 19-25               |
| 16ª giornata - 8 febbraio 2015 PalaPanini, Modena                | LJ              | 3 - 0 | San Casciano        | 25-19, 25-22, 25-14               |
| 17ª giornata - 14 febbraio 2015 PalaPanini, Modena               | LJ              | 3 - 0 | Robur Tiboni Urbino | 25-20, 25-15, 25-18               |
| 18ª giornata - 21 febbraio 2015 PalaNorda, Bergamo               | Bergamo         | 3 - 2 | LJ                  | 28-26, 22-25, 22-25, 25-16, 15-13 |
| 19ª giornata - 8 marzo 2015 PalaTerdoppio, Novara                | AGIL            | 3 - 2 | LJ                  | 25-23, 25-11, 19-25, 19-25, 15-13 |
| 20ª giornata - 15 marzo 2015 PalaPanini, Modena                  | LJ              | 3 - 0 | Imoco               | 27-25, 25-17, 25-20               |
| 21ª giornata - 22 marzo 2015 PalaYamamay, Busto Arsizio          | Busto Arsizio   | 3 - 1 | LJ                  | 20-25, 25-13, 26-24, 31-29        |
| 22ª giornata - 29 marzo 2015 PalaPanini, Modena                  | LJ              | 2 - 3 | Casalmaggiore       | 25-27, 20-25, 25-13, 25-20, 8-15  |

#### Play-off scudetto
| Quarti di finale (gara 1) - 6 aprile 2015 PalaPanini, Modena   | LJ    | 3 - 1 | Imoco | 25-19, 25-20, 20-25, 25-21        |
| Quarti di finale (gara 2) - 11 aprile 2015 PalaVerde, Villorba | Imoco | 3 - 2 | LJ    | 21-25, 25-21, 25-19, 25-27, 15-11 |
| Quarti di finale (gara 3) - 14 aprile 2015 PalaPanini, Modena  | LJ    | 2 - 3 | Imoco | 25-21, 23-25, 18-25, 25-23, 13-15 |

### Coppa Italia

#### Fase a eliminazione diretta
| Quarti di finale (andata) - 1º febbraio 2015 PalaBanca, Piacenza | River | 3 - 1 | LJ            | 28-26, 25-15, 22-25, 25-23                   |
| Quarti di finale (ritorno) - 4 febbraio 2015 PalaPanini, Modena  | LJ    | 3 - 1 | River         | 19-25, 27-25, 25-17, 25-14 Golden set: 15-13 |
| Semifinali - 28 febbraio 2015 105 Stadium, Rimini                | LJ    | 3 - 1 | Busto Arsizio | 25-18, 25-15, 22-25, 25-15                   |
| Finale - 1º marzo 2015 105 Stadium, Rimini                       | AGIL  | 3 - 1 | LJ            | 25-19, 28-30, 30-28, 25-23                   |

## Statistiche

### Statistiche di squadra
| Competizione | Punti | In casa | In casa | In casa | In trasferta | In trasferta | In trasferta | Totale | Totale | Totale |
| Competizione | Punti | G       | V       | P       | G            | V            | P            | G      | V      | P      |
| ------------ | ----- | ------- | ------- | ------- | ------------ | ------------ | ------------ | ------ | ------ | ------ |
| Serie A1     | 46    | 13      | 11      | 2       | 12           | 4            | 8            | 25     | 15     | 10     |
| Coppa Italia | -     | 1       | 1       | 0       | 1            | 0            | 1            | 4      | 2      | 2      |
| Totale       | -     | 14      | 12      | 2       | 13           | 4            | 9            | 29     | 17     | 12     |

G = partite giocate; V = partite vinte; P = partite perse

### Statistiche dei giocatori
| Giocatore    | Serie A1 | Serie A1 | Serie A1 | Serie A1 | Serie A1 | Coppa Italia | Coppa Italia | Coppa Italia | Coppa Italia | Coppa Italia | Totale | Totale | Totale | Totale | Totale |
| Giocatore    | P        | PT       | AV       | MV       | BV       | P            | PT           | AV           | MV           | BV           | P      | PT     | AV     | MV     | BV     |
| ------------ | -------- | -------- | -------- | -------- | -------- | ------------ | ------------ | ------------ | ------------ | ------------ | ------ | ------ | ------ | ------ | ------ |
| C. Arcangeli | 25       | 1        | -        | 1        | -        | 4            | -            | -            | -            | -            | 29     | 1      | -      | 1      | -      |
| L. Crisanti  | 19       | 43       | 32       | 10       | 1        | 3            | 3            | 2            | 1            | 0            | 22     | 46     | 34     | 11     | 1      |
| S. Fabris    | 25       | 530      | 461      | 43       | 26       | 4            | 77           | 70           | 5            | 2            | 29     | 607    | 531    | 48     | 28     |
| F. Ferretti  | 4        | 3        | 0        | 2        | 1        | 1            | 0            | 0            | 0            | 0            | 5      | 3      | 0      | 2      | 1      |
| R. Folie     | 24       | 216      | 153      | 54       | 9        | 4            | 25           | 15           | 9            | 1            | 28     | 241    | 168    | 63     | 10     |
| L. Heyrman   | 23       | 203      | 133      | 65       | 5        | 4            | 35           | 25           | 8            | 2            | 27     | 238    | 158    | 73     | 7      |
| M. Ikić      | 23       | 56       | 47       | 3        | 6        | 4            | 9            | 8            | 1            | 0            | 27     | 65     | 55     | 4      | 6      |
| O. Kostić    | 10       | 12       | 10       | 2        | 0        | 2            | 3            | 3            | 0            | 0            | 12     | 15     | 13     | 2      | 0      |
| I. Maruotti  | 22       | 7        | 4        | 0        | 3        | 4            | 2            | 0            | 0            | 2            | 26     | 9      | 4      | 0      | 5      |
| E. Muri      | 6        | 2        | 1        | 1        | 0        | 1            | 0            | 0            | 0            | 0            | 7      | 2      | 1      | 1      | 0      |
| E. Petrachi  | 5        | -        | -        | -        | -        | 0            | -            | -            | -            | -            | 5      | -      | -      | -      | -      |
| F. Piccinini | 25       | 299      | 277      | 13       | 9        | 4            | 77           | 63           | 9            | 5            | 29     | 376    | 340    | 22     | 14     |
| G. Rondon    | 24       | 64       | 28       | 22       | 14       | 4            | 14           | 8            | 5            | 1            | 28     | 78     | 36     | 27     | 15     |
| H. Rousseaux | 23       | 283      | 236      | 32       | 15       | 4            | 29           | 23           | 4            | 2            | 27     | 312    | 259    | 36     | 17     |

P = presenze; PT = punti totali; AV = attacchi vincenti; MV = muri vincenti; BV = battute vincenti